# Chrysler Sebring
Chrysler Sebring – samochód osobowy klasy średniej produkowany przez amerykańską markę Chrysler w latach 1996 – 2010.

## Pierwsza generacja

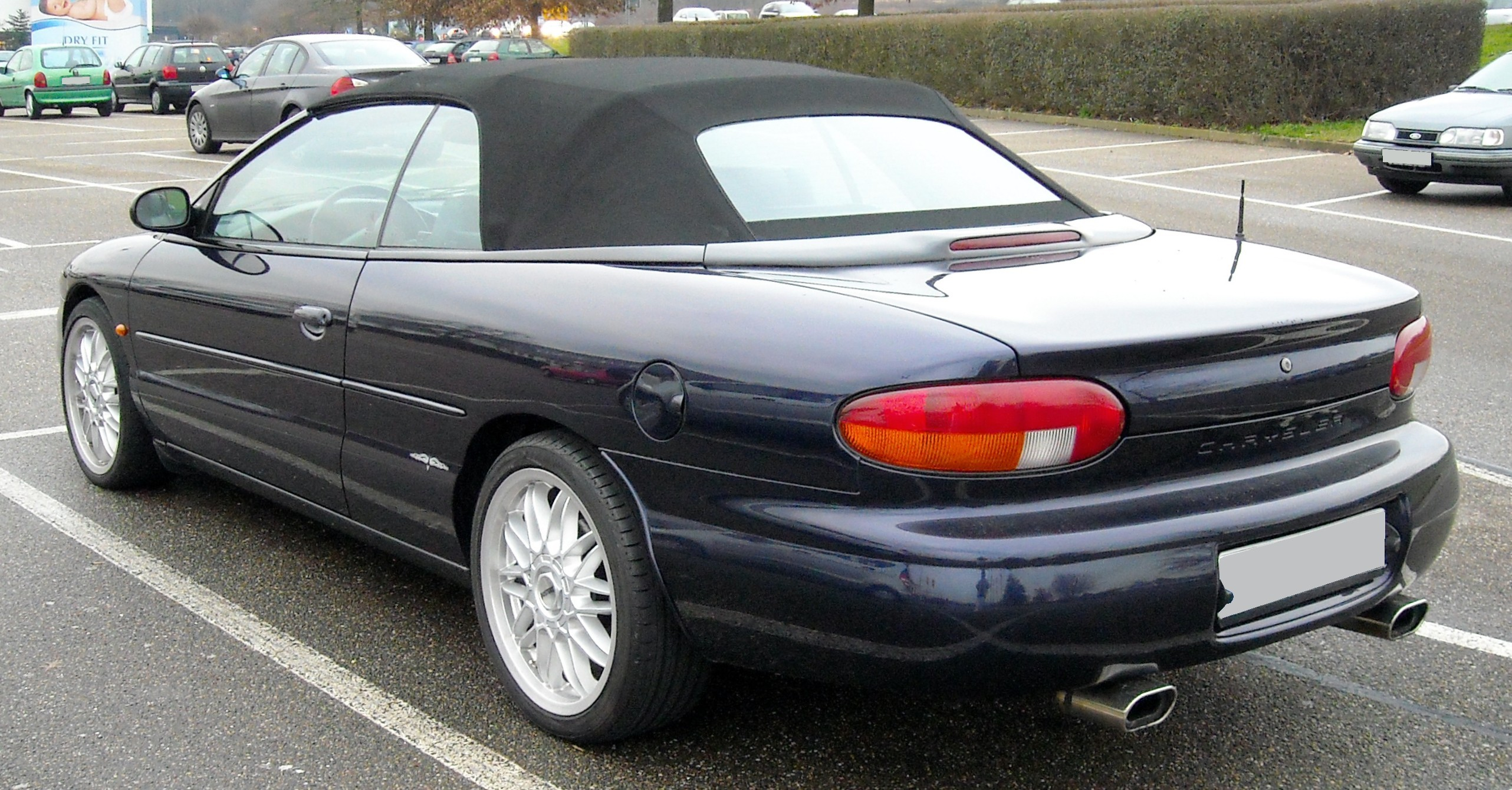
Chrysler Sebring I - tył

Chrysler Sebring I został zaprezentowany po raz pierwszy w 1996 roku.
Wiosną 1996 roku Chrysler podjął decyzję o zaadaptowaniu wprowadzonej rok wcześniej dla luksusowego coupe nazwy „Sebring” także dla kabrioletu. W przeciwieństwie do tamtego modelu zbudowanego we współpracy z Mitsubishi, Sebring Convertible to zupełnie inny model  - oparto go na wydłużonej platformie sedanów Chrysler Cirrus, Dodge Stratus i Plymouth Breeze. Sebring Cabrio łączył z tymi modelami wiele wspólnych elementów mechanicznych i wykończenia kabiny pasażerskiej.
W Europie Sebring I był oferowany jako odmiana kabriolet modelu Stratus, czyli Dodge'a Stratus ze zmienionymi logotypami na potrzeby tego rynku.

### Silniki
- R4 2.0 16V Chysler 141 KM
- R4 2.4 16V Chrysler 151 KM
- R4 2.4 SC 16V Chrysler 230 KM
- V6 2.5 24V Mitsubishi 165 KM

### Wersje wyposażenia
- JX
- JXi
- Limited

## Druga generacja

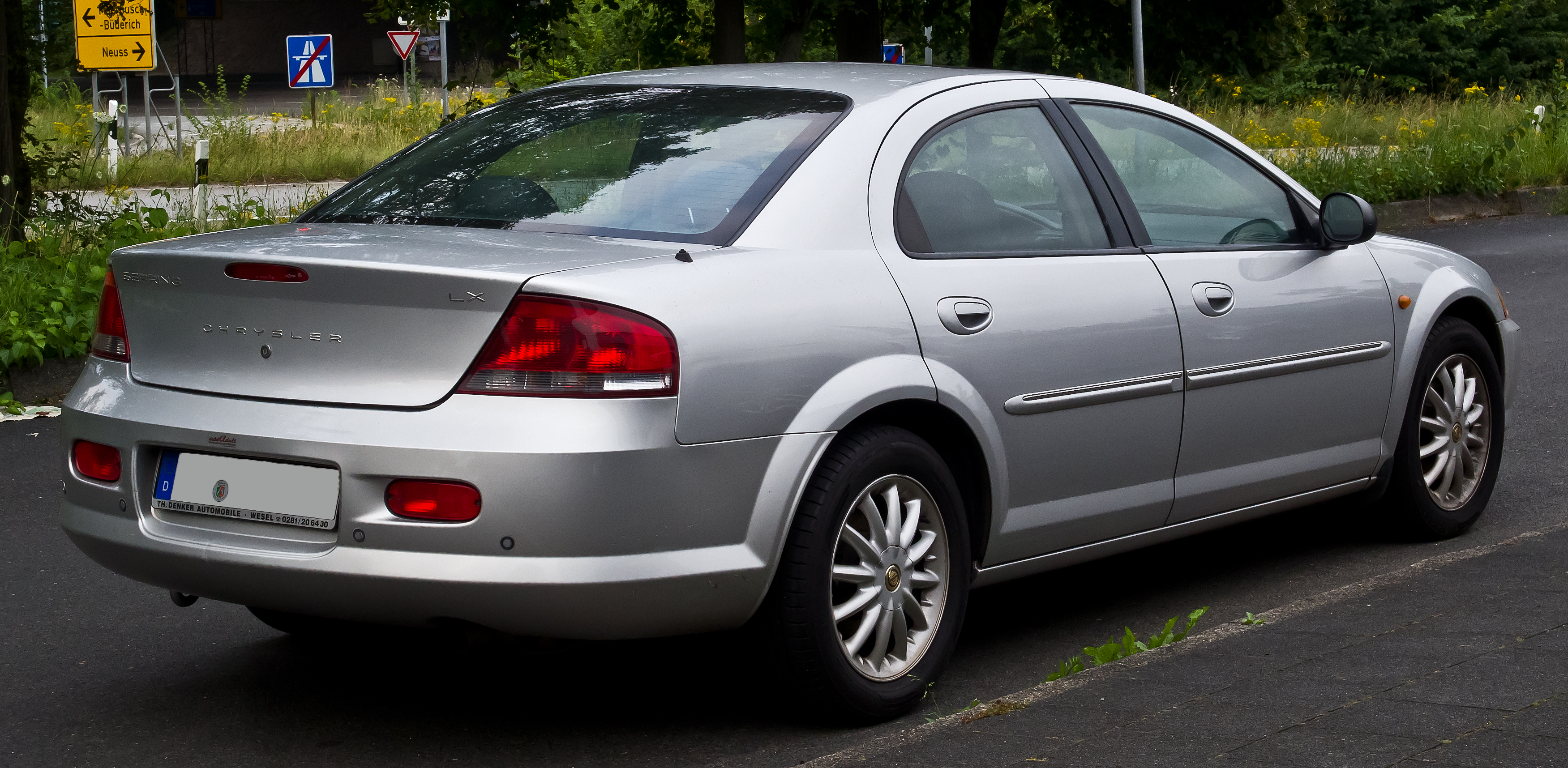
Chrysler Sebring II - tył

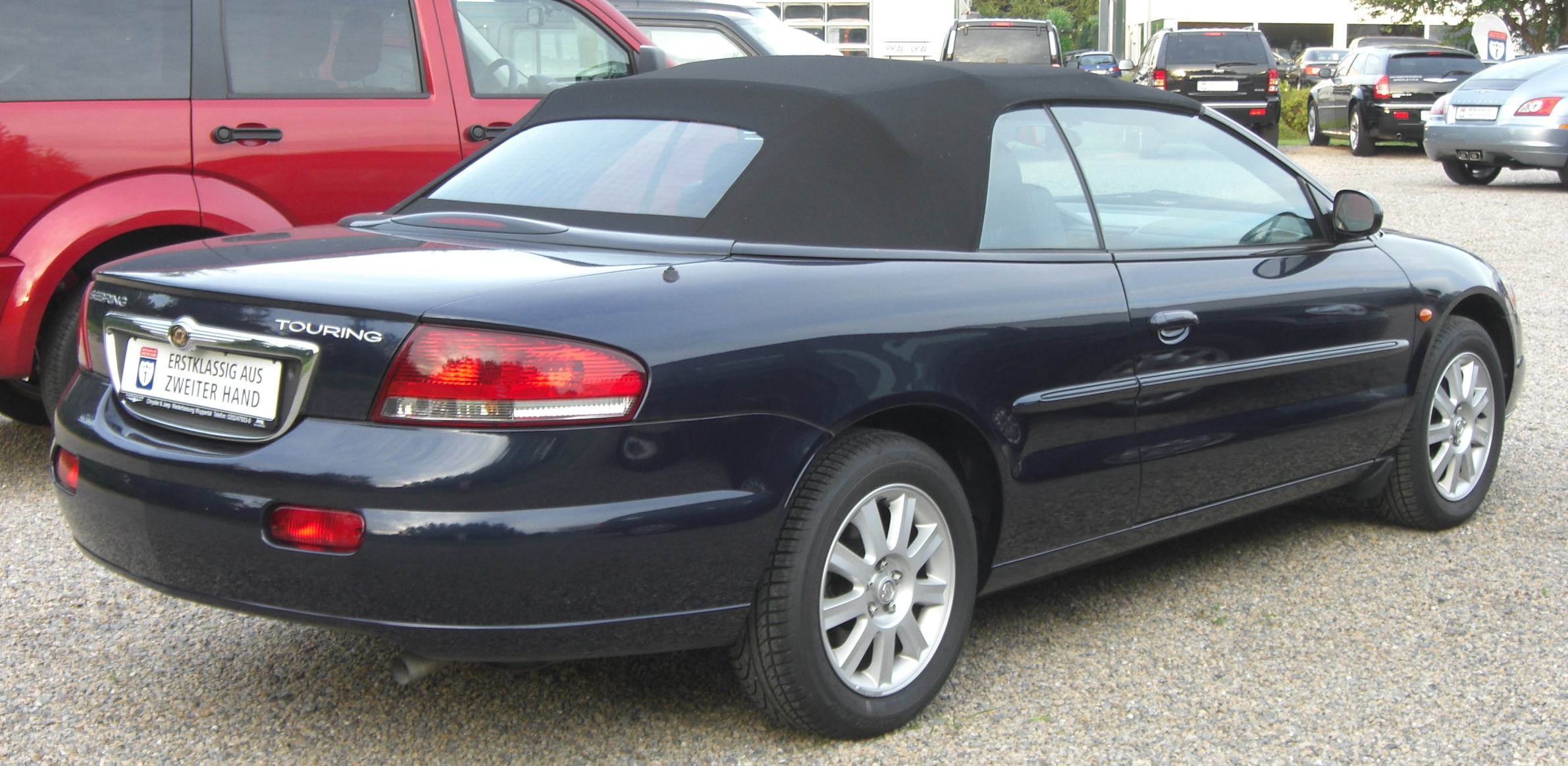
Chrysler Sebring II Cabriolet

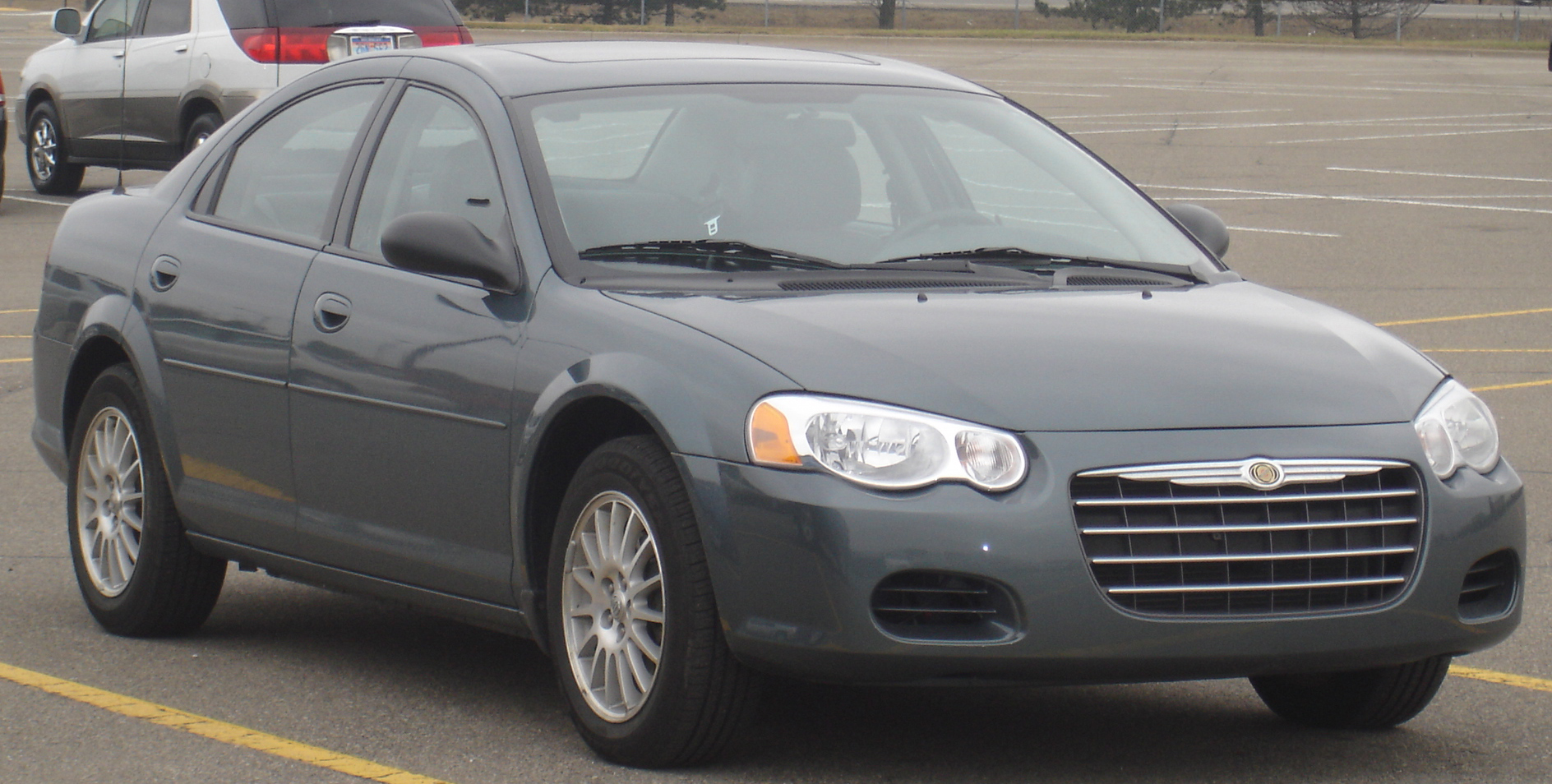
Chrysler Sebring II po liftingu

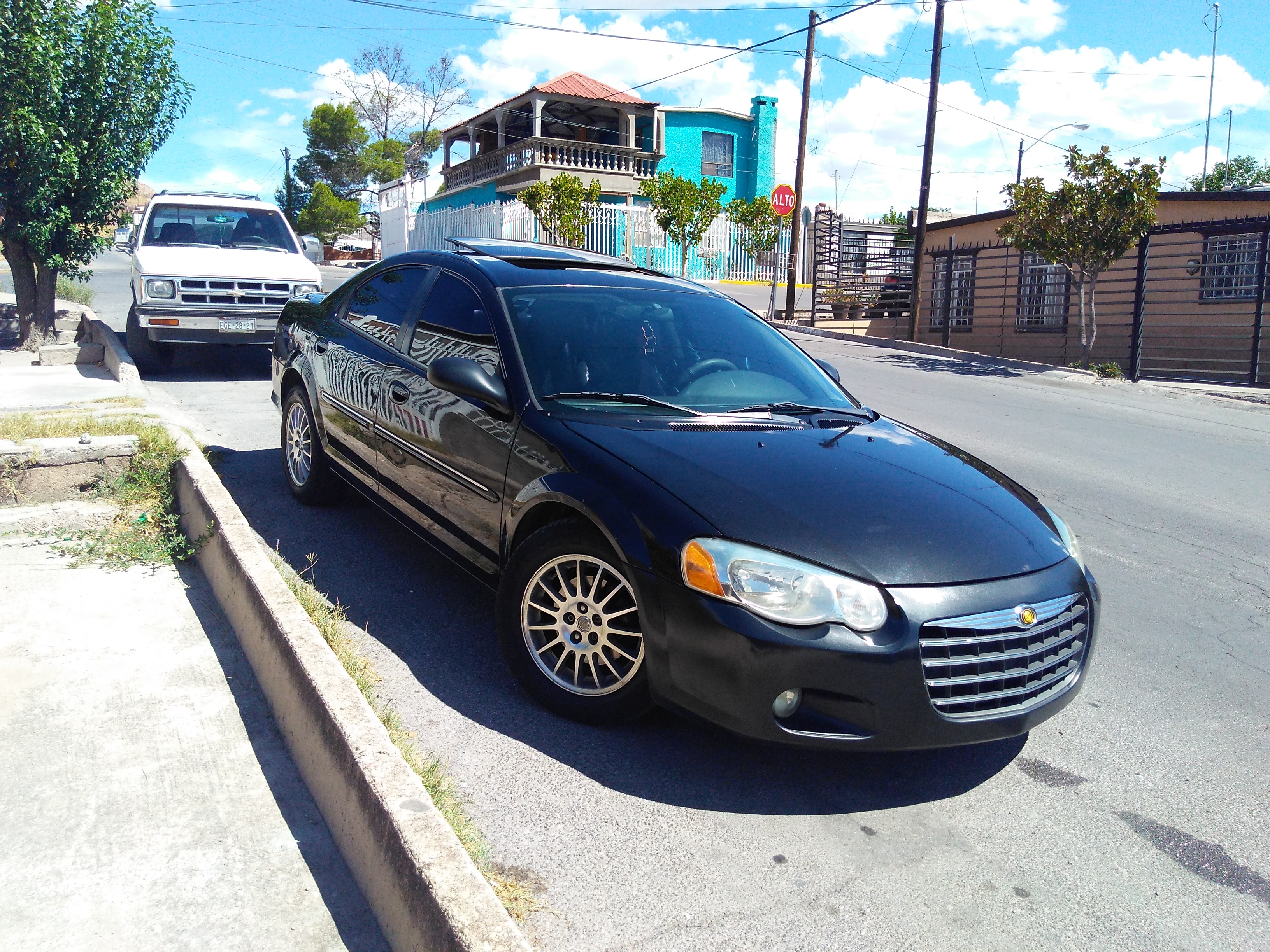
meksykański Chrysler Cirrus

Chrysler Sebring II został zaprezentowany po raz pierwszy w 2000 roku.
Światowa premiera drugiej generacji Chryslera Sebringa odbyła się w kwietniu 2000 roku podczas wystawy samochodowej w Nowym Jorku. Tym razem, producent zdecydował się zaadaptować nazwę Sebring także na średniej wielkości sedana, który zastąpił w ofercie Chryslera model Cirrus. Całkowicie nową konstrukcją okazała się jednak jedynie odmiana 4-drzwiowa. Kabriolet, choć przejął z nowego Sebringa przód i kokpit, a także zyskał nowy tył, de facto był jedynie głęboko zmodernizowanym modelem pierwszej generacji, co obrazował taki sam kształt nadwozia, drzwi czy linia okien. Model Sebring Coupe pozostał autonomiczną, odrębną konstrukcją, którą dalej budowano we współpracy z Mitsubishi.
W 2004 roku Chrysler przeprowadził modernizację Sebringa, w ramach której model otrzymał inaczej stylizowany przedni pas. Atrapa chłodnicy stała się wyraźnie większa i obejmowała odtąd większą powierzchnię, a ponadto pojawiły się także nowe zderzaki i nowe warianty wyposażenia.

### Meksyk
Na rynku meksykańskim Chrysler Sebring drugiej generacji był oferowany pod nazwą Chrysler Cirrus, stanowiąc kontynuację dla modelu z lat 1994–2000. Dawny Chrysler Cirrus był oferowany pod tą nazwą w całej Ameryce Północnej.

### Silniki
- R4 2.0 16V Chrysler 141 KM
- R4 2.4 16V Mitsubishi 152 KM
- R4 2.4 SC 16V Chrysler 230 KM
- V6 2.7 24V Chrysler 203 KM
- V6 3.0 24V Mitsubishi 203 KM

### Wersje wyposażenia
- LX
- LXi
- Base
- Touring
- GTC
- Limited

## Trzecia generacja

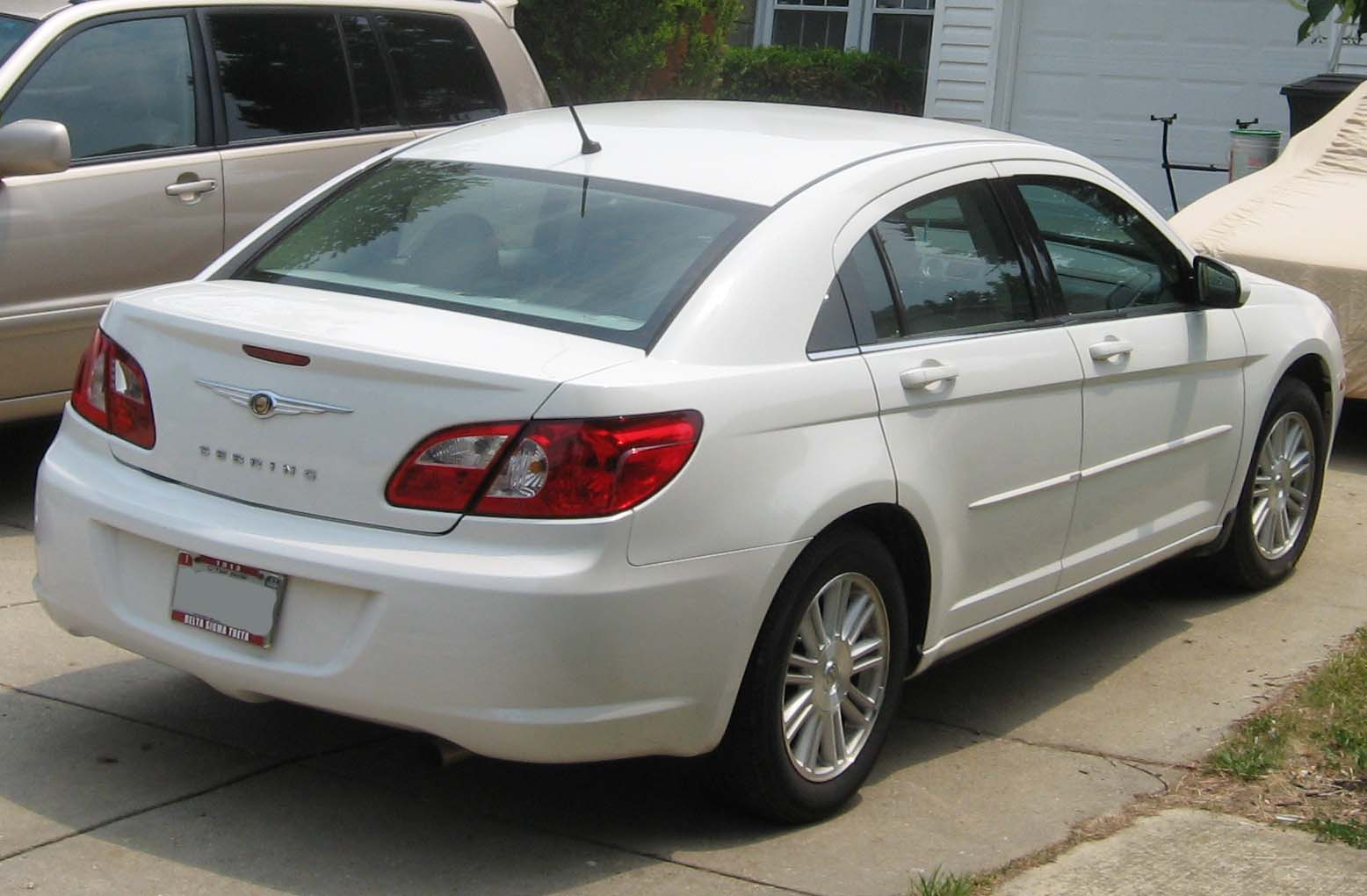
Chrysler Sebring III - tył

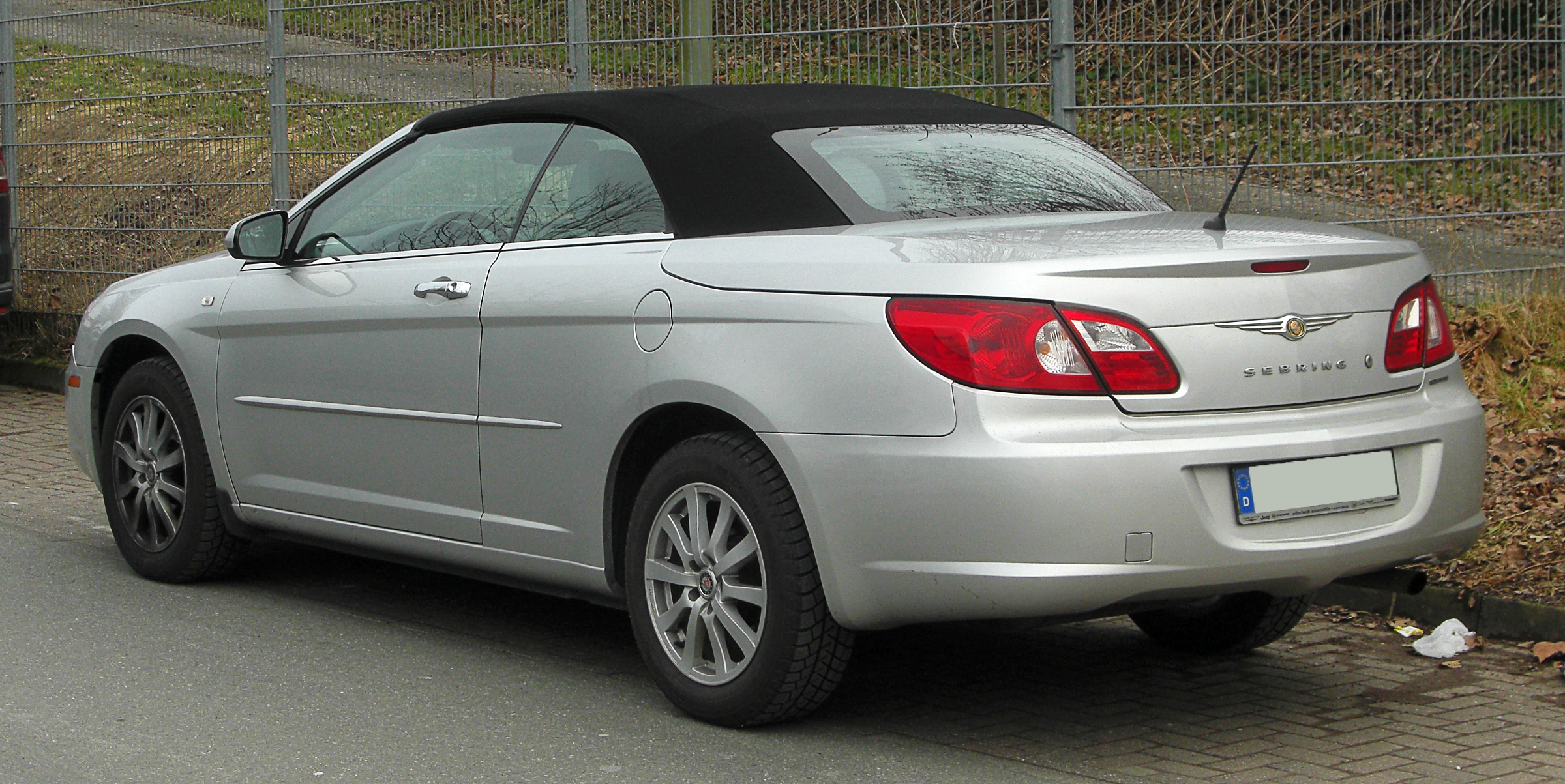
Chrysler Sebring III Cabriolet

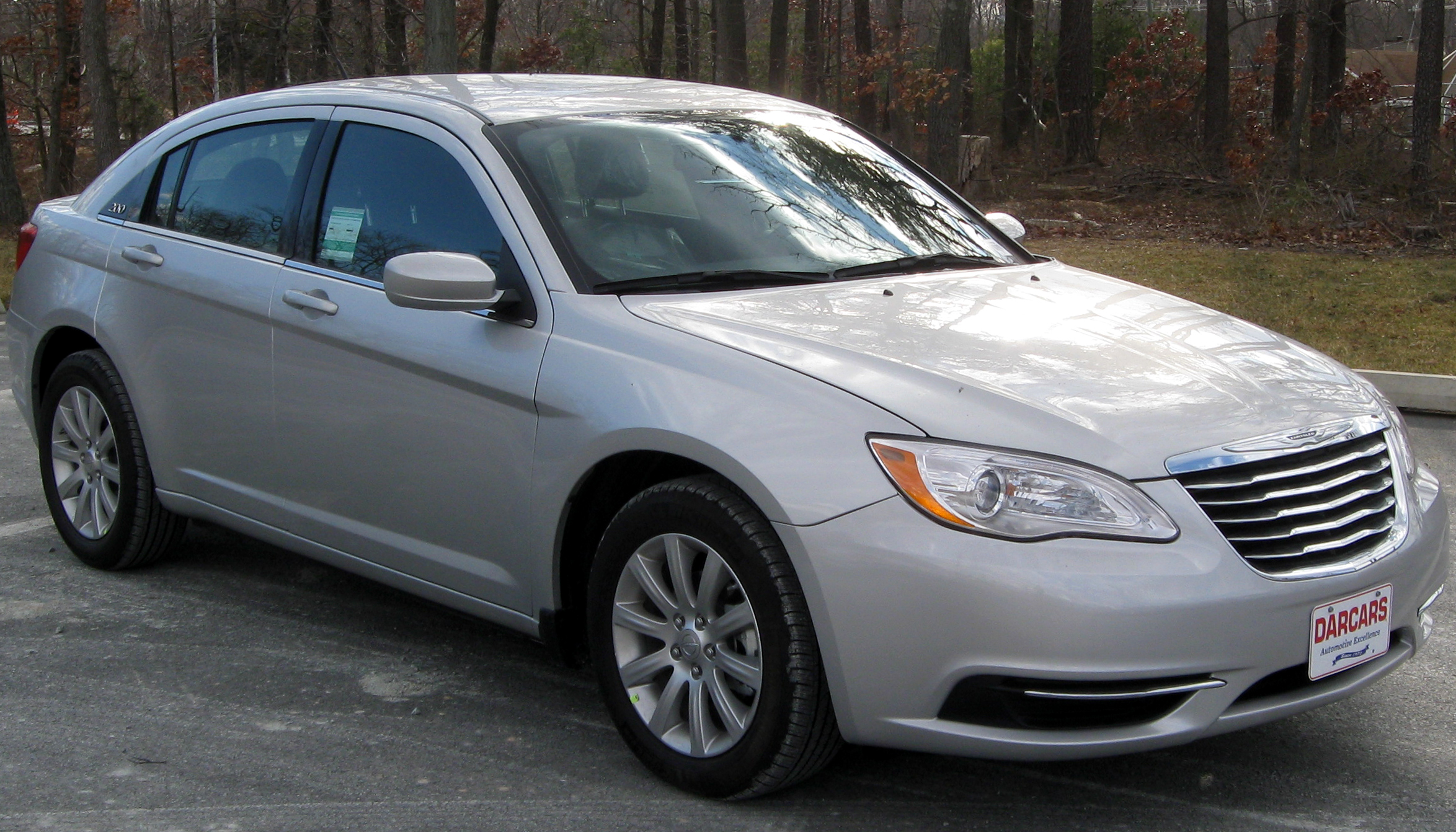
Chrysler 200 - model po liftingu

Chrysler Sebring III został zaprezentowany po raz pierwszy w 2006 roku.
Trzecia, zupełnie nowa, zbudowana od podstaw generacja Sebringa została zaprezentowana jesienią 2006 roku. Po wycofaniu z produkcji w 2005 roku odrębnego modelu Sebring Coupe, nazwę tę nosiły tym razem dwie, bliźniacze konstrukcje – sedan i kabriolet, oparte na tej samej technice i o takim samym wyglądzie, różniące się jedynie liczbą drzwi i formą dachu. Samochód zyskał nową, masywniejszą sylwetkę – nadwozie stało się szersze, dłuższe i większe wewnątrz. Bliźniaczą, ale różniącą się pod kątem stylistycznym wersją Dodge'a był tym razem model Avenger.

### Meksyk
Podobnie jak poprzednik, także i trzecia generacja Sebringa była sprzedawana w Meksyku jako trzecia generacja modelu Chrysler Cirrus, stanowiąc kontynuację dla modelu z lat 1994–2000.

### Lifting i zmiana nazwy
W listopadzie 2010 roku Chrysler postanowił zakończyć po 15 latach rynkowej obecności historię modelu Sebring i trzecią generację po gruntownej modernizacji zdecydowano się przemianować na model o nowej nazwie - 200. W porównaniu do modelu z lat 2006 - 2010, samochód po liftingu zyskał zupełnie nowy przód z inaczej ukształtowaną, chromowaną atrapą chłodnicy, nowy wygląd tylnej części nadwozia i zmodernizowany projekt deski rozdzielczej. Na modelu 200 zadebiutowało też zupełnie nowe logo Chryslera.

### Silniki
- Benzynowe
- R4 2.0 16V GEMA 156 KM
- R4 2.4 16V GEMA 175 KM
- V6 2.7 24V Chrysler 192 KM
- V6 3.5 24V Chrysler 238 KM
- Diesla:
- R4 2.0 CRD 16V Volkswagen 140 KM
- R4 2.2 CRD 16V Chrysler 150 KM